# Bassikounou
Bassikounou este o comună din departamentul Bassikounou, Regiunea Hodh Ech Chargui, Mauritania, cu o populație de 7.856 locuitori.